# Kepler-445 d
Kepler-445 d — экзопланета у звезды Kepler-445
Находится в зоне Златовласки, обращается вокруг красного карлика, каждые 8 дней. Kepler-445 d имеет температуру поверхности 305 К (32 °C; 89 °F), что делает её пригодной для жизни. PHL в настоящее время не оценивает планету как пригодную для жизни..

## Характеристики

### Масса, радиус и температура
Kepler-445 d лишь немного больше Земли, с радиусом 1,25 R⊕. Согласно вычислениям PHL, масса, необходимая для того, чтобы планета имела ту же плотность, что и Земля, составляет около 2 M⊕.